# 横浜深谷連続殺人事件
横浜深谷連続殺人事件（よこはまふかやれんぞくさつじんじけん）とは2008年（平成20年）、2009年（平成21年）に神奈川県横浜市と埼玉県深谷市で起きた殺人事件である。埼玉県の裁判員裁判で、初めて死刑が求刑され、また初めて死刑判決が宣告された。また、「裁判員裁判で、完全無罪を訴えながら死刑が確定した初めての例」でもある。

## 概要
2009年8月、埼玉県深谷市の民家で男性Y（当時64歳）が胸に包丁が突き刺さったまま死亡しているのが発見された。10ヶ月後、Yを殺害した容疑で逮捕されたのは、Yの甥であるA（当時41歳）とB（当時37歳）だった。逮捕後、2人は2008年にも神奈川県横浜市の会社事務所で女性X（当時46歳）を殺害し、生命保険金を詐取したことを供述し、再逮捕された。Xは生前Bと養子縁組をしていた。
公判に際して、Aは完全無罪を主張、Bは起訴事実のほぼ全てを認めて、2011年7月の裁判員裁判で無期懲役判決（求刑死刑）を受け、控訴しなかったため、Aの裁判が始まる時には刑が確定していた。2012年1月から開かれたAの裁判にBは証人として出廷し、Aへの心酔を語り、Aの指示に従って犯行したことを供述した。さいたま地方裁判所はBの供述を信用できるものとして、Aを事件の首謀者と認定、死刑判決を下し、控訴審、上告審でも一審の死刑判決が支持され、Aの死刑が確定した。

## 事件の経過
Aは、高校卒業後、母親が経営する内装工事を営む会社で働きはじめた。Aの従兄弟であるBも、1992年から3年間同社で働いていた。Bはその後、暴力団に所属したり、デリヘルを経営したりしていた。
2000年6月、Bは道路交通法違反、業務上過失傷害罪により、懲役1年執行猶予4年の有罪判決を受けた。
2003年2月、Bは恐喝、傷害、銃砲刀剣類所持等取締法違反罪により、懲役2年6ヶ月の有罪判決を受け、先の執行猶予も取り消された。Bは2006年7月に出所した。
2006年11月、BとXは出会い系サイトで知り合い、BはXの養子となり、 Xに生活保護を不正受給させるなど、Xを金銭を得るための道具として扱っていた。BはX以外の女性にも金を貢がせたり売春をさせていた。
2007年6月、Xは詐欺罪で逮捕・起訴された。Bは情状証人として出廷し、Bに頼まれたAも同行した。Xは保護観察付き執行猶予の刑を受けて釈放され、Bの実家など各地を転々とした後、2008年1月30日から同年3月13日に殺害されるまでAの母親の会社事務所で寝泊まりしていた。XはAの母親にBから売春を強要されていること、BがAに命令されたと言っていることを告げた。Aの母親はすぐにAを呼び出し問いただしたが、Aは否定した。
2008年3月13日、BはX（当時46歳）を睡眠薬で眠らせ、Aの母親の会社事務所の浴槽に沈めて水死させた。そして保険会社を騙し、保険金約3600万円を受け取った。神奈川県警察は、「泥酔して水死した」という説明をうのみにし、司法解剖を行なわず、後日保険会社から問い合わせが来た時も再捜査を行わなかった。
2009年8月7日、Bは金銭トラブルで揉めていたおじY（当時64歳）を、埼玉県深谷市のYの自宅で包丁で刺して殺害した。8月9日、Yの死体が発見された。
12月3日、金を貢がせていた女性への傷害容疑でBは逮捕された。同22日、改造拳銃を所持していた容疑で再逮捕、翌2010年私文書偽造容疑で追起訴、5月26日に詐欺の容疑で3度目の逮捕。これらの取り調べと並行して、埼玉県警はBに対してY殺害の容疑を追及し続けた。
2010年6月3日、Bは、Yと金銭トラブルを抱えたAの指示によりYを殺害したとする上申書を提出してY殺害を自白した。6月20日、Bは再び上申書を提出し、Aの指示を受けてXを殺害したことを自白した。7月21日にはAもX殺害に関する上申書を提出し、犯行を自白した。
6月25日、埼玉県警はYに対する殺人容疑でAとBを逮捕した。2人は別の交通保険金をだまし取った詐欺容疑で逮捕されていた。
11月4日、埼玉県警はXに対する殺人容疑でAとBを再逮捕した。神奈川県警は初動捜査のミスを認め、遺族や関係者に謝罪した。2011年1月21日、埼玉県警は保険金をだまし取った詐欺容疑でAとBを再逮捕した。

## 裁判
刑事裁判では被告人Aが自白を撤回して無罪を主張、Bが起訴事実を認めたため、公判は分離された。

### AとBの公判供述
X殺害、Y殺害に関するAとBの公判での供述は以下の通りである。
X殺害について
Bの供述
BはかねてからAを「何でもできるすごい人」と思っており、ずっとAについて行こうと思っていた。Bは自分とAのことをマジンガーZに例えて、Aが頭でBが体とAに言われたことがあり、納得したことがあった。
2007年9月ごろ、 Xから金銭を得ることが難しくなり、Xを持てあまし始めたXは、Aにこのことを相談すると、Xに保険金をかけて殺すことを提案され、そんなことも思いつくのかとAに感心したBはこれに賛同した。その後、BはAの指示でXに売春させた。2008年3月11日深夜から翌12日未明にかけて、Bは、Xを殺害するようAから指示を受けた。X殺害の動機は、XがAの母親に売春させられたと話したためだと後日Aから聞かされた。Bは、借金の返済や欲しい車があったことに加え、これを断ればAに捨てられるかもしれないと考え、二つ返事で承諾した。3月13日未明、Bは、Aが準備したロヒプノール7、8錠を細かく砕いてドリンク剤に入れ、Xに飲ませた。Aは午前8時ごろ母親とともに出かけ、Aは残ったBに午前9時ごろまでにXを殺害するよう指示した。Bは午前9時ごろロヒプノールの効果で熟睡しているXの頭を浴槽に沈めて殺害した。Xの生命保険金請求の手続きはほとんどAが行い、同年7月31日に保険金3600万円がBの口座に振り込まれると、Bは全額をAに渡し、その中から800万円をAから受け取った。
Aの供述
BにX殺害を指示したことはないし、BからXを殺害する話を聞いたこともないし、Xに睡眠薬を飲ませたこともない。
BからXをAの母親の会社の傷害保険に入れることができるかを聞かれたAは、Xが入社してもすぐに辞めるかもしれないと考え、Xとともに高校時代の先輩の会社を訪ね、Xを紹介し、Xは傷害保険の契約をした。Xが溺死した当日、たまたまXの傷害保険を契約した高校の先輩から連絡があり、Bに保険金請求をするよう頼まれたので、Aが間に入って手続きに必要な書類を提出した。Bの口座に生命保険金が振り込まれると、BはAに全額預け、Bがとりあえず必要と言った800万円を渡した。AはBには銀行にお金を預けておく習慣がないから自分に預けたと考えた。
Y殺害について
Bの供述
Aは、2009年5月ごろにBが紹介した人物との間で葬儀屋を立ち上げて、融資を受けて儲けようと考え、Yにこの話を持ちかけたところ、火災共済金を得ていたYは乗り気になっていた。だが、7月末から8月初めにかけて、Yは心境が変わったのか、Aとの間でトラブルになっているようだった。
8月6日、Aと会った際に「Yが金を返せと言ってきている。自分の子供の悪口を言ってきた」「もう許せねぇ、殺してくれないか」とBにY殺害を頼まれた。Bは、すでにXを殺害していたため、「前に行くのも地獄、後ろに行くのも地獄だ」「Aが儲かれば自分も儲かる」と考え、これを承諾した。その場でY方の合鍵を受け取ったBは、Aから早ければ早い方がいいと言われ、同日夜のYが寝ている時に決行することにした。Aから自殺に見せかけるためにY方の包丁で殺害するよう指示されたが、Bが切れる包丁じゃなかったらどうするのか尋ねたので、Aの内妻方の包丁を使うことになった。
Bは、午後11時ごろY方に入ったが、Yは起きており、飲酒しながら話をし、他方でメールでAに指示を仰いだ。翌8月7日早朝、Yが眠ったので「今殺害しますか」とAにメールで尋ねたところ、「状況判断は任せる。今が問題ないと思う」と返信が来たため、Bはこれを「今、殺害しろ」の意ととらえた。Yが寝返りを打ったのに驚いた勢いで、BはYを刺殺した。殺害後、Aにメールで報告したが返信がなかったため、Aから「戸締りに気をつけろ。夜まで待て」と指示を受けるが、Bは「待てない」と答えてY方を後にした。
Aの供述
AはBが暴力団から借りた金の返済を援助したり、Bに合計数百万円を貸していたが、Bは何かと理由をつけてAに返済しなかった。
2009年8月6日、Bが「他から融資を受けて700万円を必ず返す。返せなかったら腹を切る。その時は脇差か何か貸してくださいね」と言ったため、Aは「駄目だったらこれで腹切れよ」と言って内妻方の包丁を渡した。Bは融資先と話をつけると言ってどこかに行った。同日から翌7日にかけての夜中にBから「融資してくれると言っていたのに融資してくれない。やっちゃっていいか」といった内容のメールが来たが、意味がわからなかったので返信しなかった。7日朝方に「相手が寝るのを待っていた。今からやりますか」というようなメールが来た。何をやるのかわからなかったが、お前が勝手に決めろというような内容のメールを返した。すると、Bから「身動きが取れない」とかいうメールが来たがこれも意味がわからなかったので返信せずにいたら、電話がかかってきたため、中にいるんだったら隠れていろという意味で、「戸締りをしろ」という内容のメールをした。

### Bの裁判
さいたま地裁（田村眞裁判長）の裁判員裁判で2011年7月6日、検察側はBに対し、永山基準を挙げて結果の重大性や被害者感情、前科などに言及し、殺人を直接実行するなど犯行態様が極めて悪質で、動機に酌量の余地は全くないとして死刑を求刑した。埼玉県の裁判員裁判で、初めての死刑求刑である。7月9日、最終弁論で弁護側は、Aが主導的立場であり、Bは服従する関係にあったことと、Bの自白で事件の全容が解明できたとして、情状酌量による無期懲役を求めた。
7月20日、さいたま地裁は弁護側の主張をほぼ認め、Bに無期懲役の判決を言い渡した。検察側、弁護側ともに控訴せず、判決は確定した。
判決はBの犯行を「強固な殺意に基づく冷酷、非道なもの」とした一方で、「主導的役割を担った」のはAであり、Bは報酬を得てはいるものの「完全に従属的立場」で、刑事責任はAと比較して「相当程度低い」とした。また、神奈川県警が事故死として処理していたX殺害を「罪を認めることにより死刑になることもあり得る状況下」で「素直に自白」するなど、捜査段階から事実を認めて詳細に供述したこと、証言台に立つ度に傍聴席の遺族らに深々と頭を下げるなど、「反省、悔悟の情が認められる」ことを指摘して、「前科等に照らして規範意識の低さを指摘せざるを得ないものの、今後の更生を期待できないとまでは言え」ず、「死刑を科することにはなお躊躇せざるを得ない」とした。

### Aの裁判
Aは前述の通り、さいたま地裁（田村眞裁判長）の裁判員裁判で殺人および詐欺をいずれも否認した。X殺害に関して、Bの口座にXの生命保険金3600万円が振り込まれたことは争わないものの、BがXを殺害した事実はなく、仮にBがXを殺害していたとしてもBとAの間に共謀の事実はなく、X死亡後の保険金請求についてもXが殺害されたことを知らずに行ったため、Aは無罪であることを主張した。Y殺害に関しても、BとAの間に共謀の事実はなく無罪であることを主張した。
2012年2月15日、AがBに殺害を指示した首謀者であるとして検察はAに死刑を求刑した。Aの弁護側は改めてAは犯行に関与していないと無罪を主張した。
2月24日、さいたま地裁は弁護側の無罪主張を退け、求刑通りAに死刑を言い渡した。埼玉県内の裁判員裁判では、初の死刑判決となった。28日、Aの弁護人は判決を不服として、東京高等裁判所に控訴した。
判決では、Bの供述に対する信用性が焦点となり、Bの供述には具体的なエピソードが含まれており「体験した者にしか語り得ない臨場感に富んでいる」こと、取調べ時から供述内容が変転していないこと、刑がすでに確定しているBがAに責任転嫁する理由がないことなどから、Bの供述に「疑いを挟む余地はない」とした。一方で、Aの供述は「不自然、不合理」であり、捜査段階の自白とも矛盾するため信用できないとされた。
その上で、Aは「終始主導的立場」から、Aに逆らうことがないBを意のままに動かして実行行為を担わせたとして、Bと比べてAの刑事責任は「相当に重い」とした。遺族の処罰感情、「不合理な弁解に終始し、責任逃れに汲々しているのであって、反省、改悛の情が窺われない」ことから「死刑をもって臨まざるを得ない」とした。
2013年（平成25年）6月27日、東京高裁（井上弘通裁判長）は死刑とした一審・さいたま地裁の裁判員裁判判決を支持し、弁護側の控訴を棄却した。「Bの証言は信用でき、被告が主導的立場だったと認められる」と指摘。その上で「2人の生命を奪った結果は重大で、死刑はやむを得ない」とし、A側の無罪主張を退けた。
Aは最高裁判所に上告したが、2015年（平成27年）12月4日、最高裁第二小法廷（鬼丸かおる裁判長）は「Bが意のままになることを利用して冷酷、非道な犯行を発案、計画し、実行させた。責任はBに比べ相当に重い」としてAの上告を棄却する判決を言い渡した。これにより、Aの死刑が確定することとなった。

## A冤罪説
ノンフィクションライターの片岡健は、「Bが自分1人で2人の人を殺めた挙げ句、従兄弟のAに罪を押しつけ、死刑を免れた」としてAの冤罪を主張している。
片岡は、面会でのA本人の証言や裁判資料の調査などから、冤罪と考える根拠として以下を指摘している。
- Aが捜査段階で「自白」したのは、Aの母を逮捕すると刑事が言ってきたためで、このとき「無実なら無罪判決が出るもの」と思っていたAはここで「自白」をしても裁判で覆せると考えていたという[45]。
- AはBが言うような「主従関係」は自分とBの間には存在しないと主張[46]。片岡は裁判資料の確認や2人の周囲の人物への聞き込みから、Aへの忠誠心からAの指示に従ってXとYを殺害したというBの主張に「疑問を禁じ得なかった」という。2人と接点があった人物からは「Bは年上のAに敬語は使っていましたが、2人の間に主従関係があったかと言われると正直、何それ？　という感じです」「Bはそもそも、Aと深い付き合いがなかったんじゃないですか。若い頃、Aのお母さんの会社で働いていたのに逃げ出し、10年くらい音沙汰がなかったですから」といった証言が得られたという[47]。
- BはAの姓の入れ墨を胸に入れていたが、BはAだけでなく、Xや、インターネットで知り合っただけの女性の名の入れ墨も入れていた。従って、Bの入れ墨は大きな意味のあるものではなく、Aの入れ墨を入れていたことは「忠誠心の表れではない」。弁護人は控訴審でこのことを主張したが検察はこれに対して何ら反論していない[13]。
- AがXの生命保険請求手続きをしたのは、Bがヤクザの名前を使って何度も急かしてきたため、従わざるを得なかったという。裁判資料にもこれを裏付けるAとBのメールのやりとりが提出されていた[48]。
- Yと金銭トラブルになっていたのはAではなく、Bだった。AがYから500万円の運用を頼まれていたところ、Bに紹介された葬式コンサルタントを名乗る男が「葬儀会社をやれば儲かる」と言うので、Yにも相談してBらにYの金を預けた。その後「様子がおかしい」と感じたAはBに金を返すよう求めると、返済を逃れるためYを殺害してしまったという。裁判で弁護側は、Aが「葬式コンサルタント」に金を差し出す様を嘲笑するメールをBが第三者に送っていたメールを証拠資料として提出していた[49]。

片岡は服役中のBにも取材の依頼の手紙を送ったが、その返信を読んだ片岡は、Bは「2人の人間の命を奪ったことを何ら反省していない」「裁判中に深い反省の態度を示していたのは、死刑回避の演技だった」と考えるに至ったという。
片岡は、Aとの面会記も含む自著『平成監獄面会記』のサブタイトルを「重大殺人犯7人と1人のリアル」とした理由についてもAを冤罪とみる考えから他の「殺人犯」7人と分ける意図で「1人」としたのだという。
Aは死刑確定直前の片岡との面会で、「Bに対しては、今は怒りより『気の毒なヤツだ』という思いが強いです。記録を調べるほど、ヤツが『死刑になりたくない』とあがいていたのがわかったからです」「裁判員の人たちには、恨みや怒りはないですね。殺人の片棒をかつがされ、かわいそうに思います」「自分は死刑になると思っています。でも、子どもたちには、父親が殺人犯だという思いはさせたくない、真実を残してやりたいという思いはありますね」と語ったという。
片岡はAの家族を通じてAに再審請求するよう言ったが、Aは聞き入れていないという。

## テレビ番組
- 『ザ!世界仰天ニュース』（日本テレビ系、2022年6月28日放送）[54]